# 傑士·麥馬漢
羅德里克·詹姆士·傑士·麥馬漢（英語：Roderick James Jess McMahon，1882年10月29日—1954年11月22日），是美國職業摔角及拳擊的促進者，也是國會大廈摔角公司（現與泰坦體育公司合併為世界廣泛摔角聯盟，也就是現今的世界摔角娛樂）的聯合創辦人。
在羅德里克·詹姆士·傑士·麥馬漢的摔角事業中，傑士是國會大廈摔角公司的聯合創辦人。